# Vílov
Vílov je malá vesnice, část obce Černíkov v okrese Klatovy v Plzeňském kraji. Nachází se asi 3,5 kilometru jihovýchodně od Černíkova. Je zde evidováno 23 adres. V roce 2011 zde trvale žilo 37 obyvatel.
Vílov je také název katastrálního území o rozloze 2,41 km².

## Historie
První písemná zmínka o vesnici pochází z roku 1321.

## Obyvatelstvo
| Rok            | 1869 | 1880 | 1890 | 1900 | 1910 | 1921 | 1930 | 1950 | 1961 | 1970 | 1980 | 1991 | 2001 | 2011 | 2021 |
| -------------- | ---- | ---- | ---- | ---- | ---- | ---- | ---- | ---- | ---- | ---- | ---- | ---- | ---- | ---- | ---- |
| Počet obyvatel | 133  | 136  | 120  | 135  | 137  | 143  | 118  | 82   | 76   | 58   | 50   | 51   | 42   | 37   | 43   |
| Počet domů     | 23   | 23   | 23   | 21   | 22   | 23   | 24   | 24   | 23   | 19   | 18   | 22   | 22   | 21   | 22   |

## Obecní správa
Při sčítání lidu v letech 1850–1984 Vílov byl samostatnou obcí v okrese Domažlice. Od 1. ledna 1985 je částí obce Černíkov v okrese Domažlice, ale od 1. ledna 2007 v okrese Klatovy.

## Fotogalerie

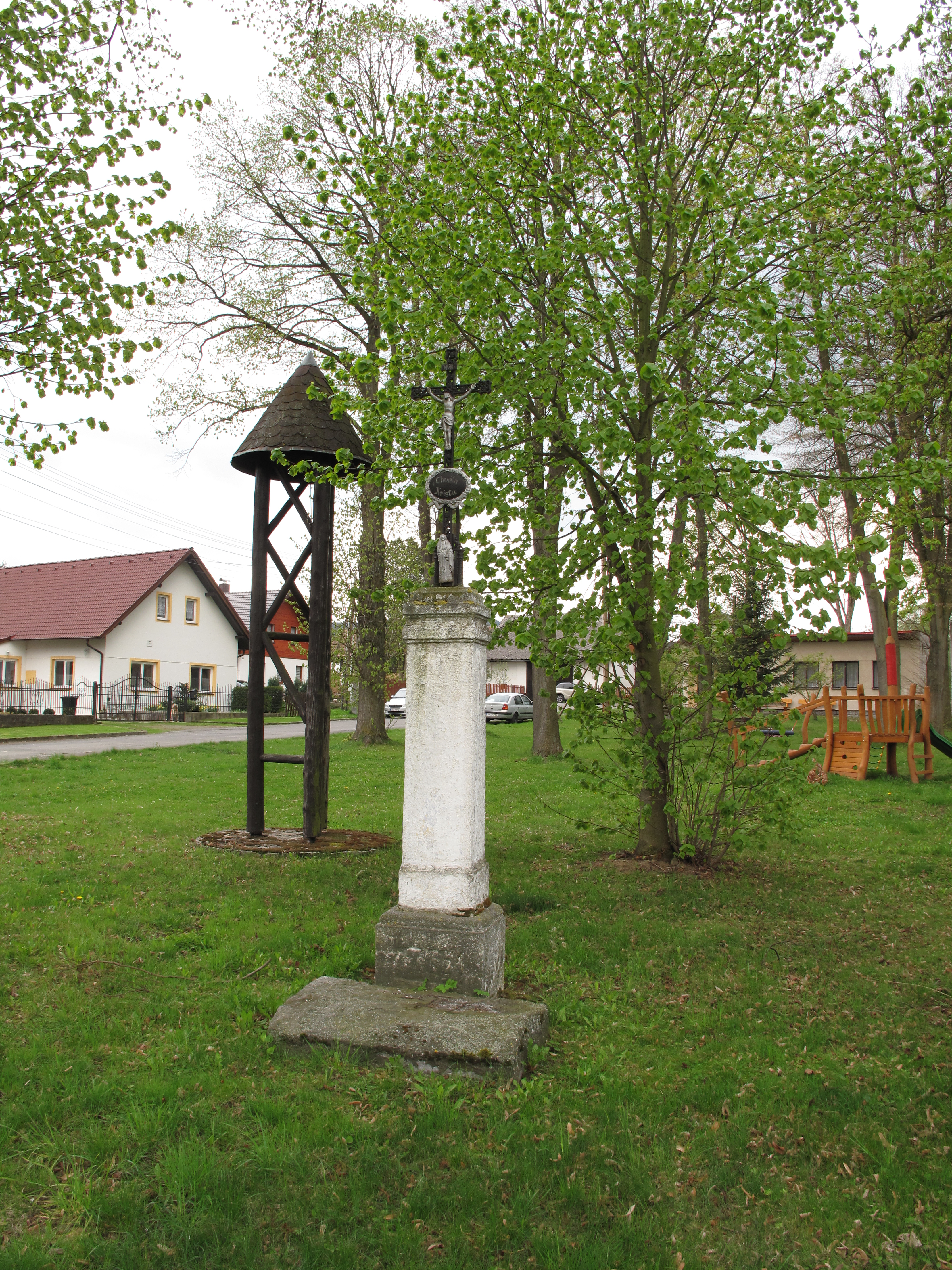
Křížek
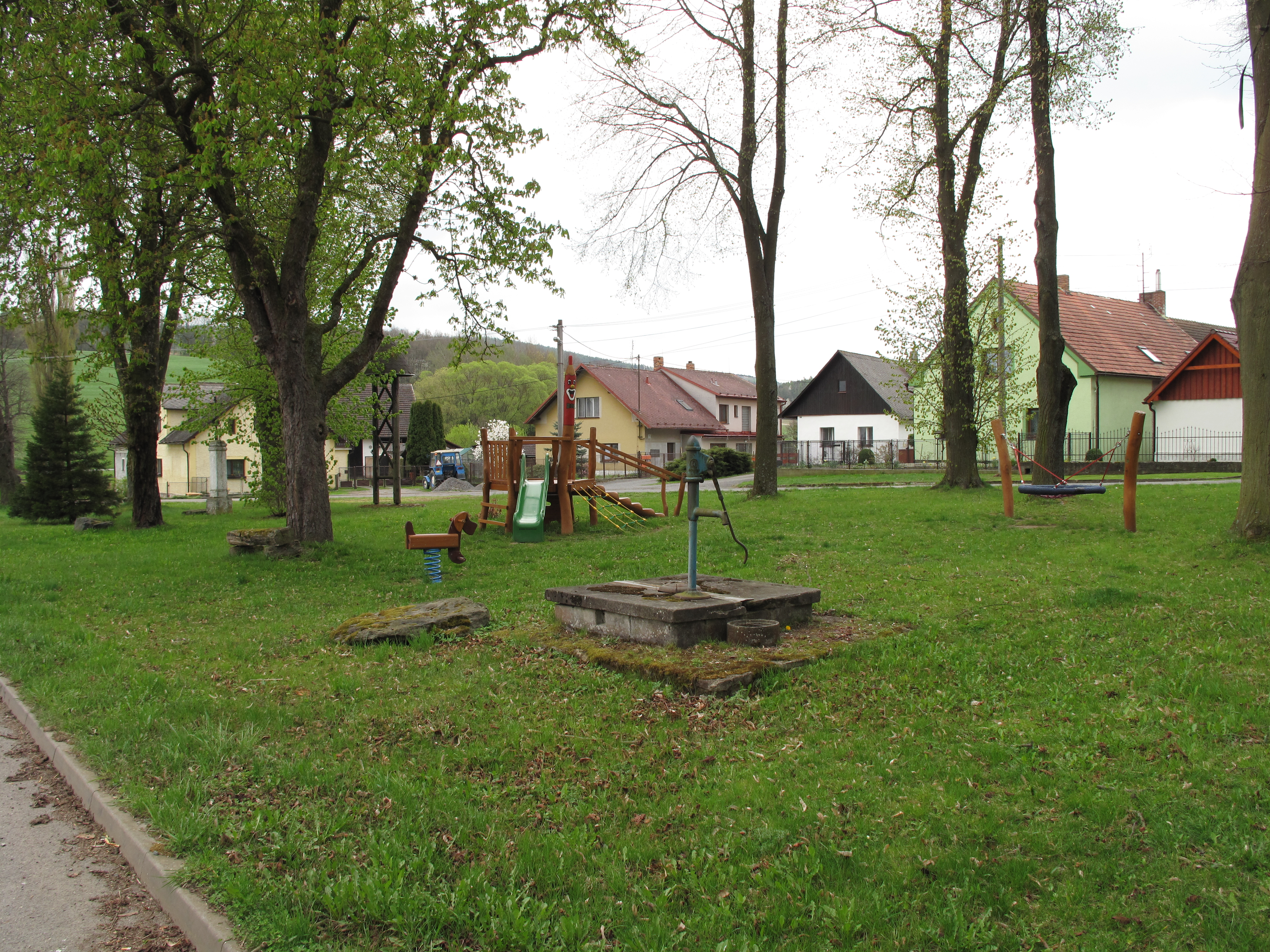
Náves s pumpou a dětským hřištěm
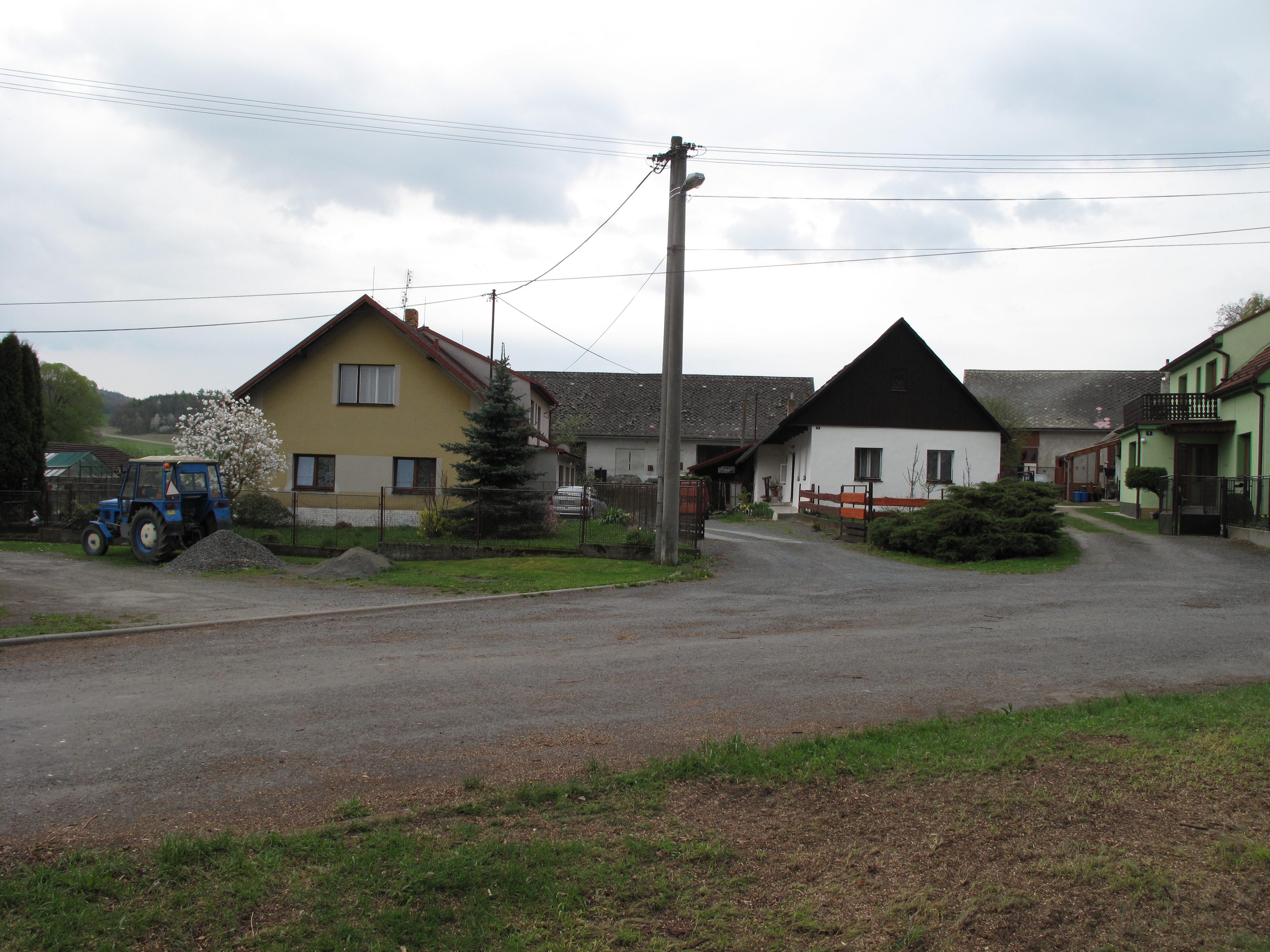
Místní domy